# Johannes Willem Slager

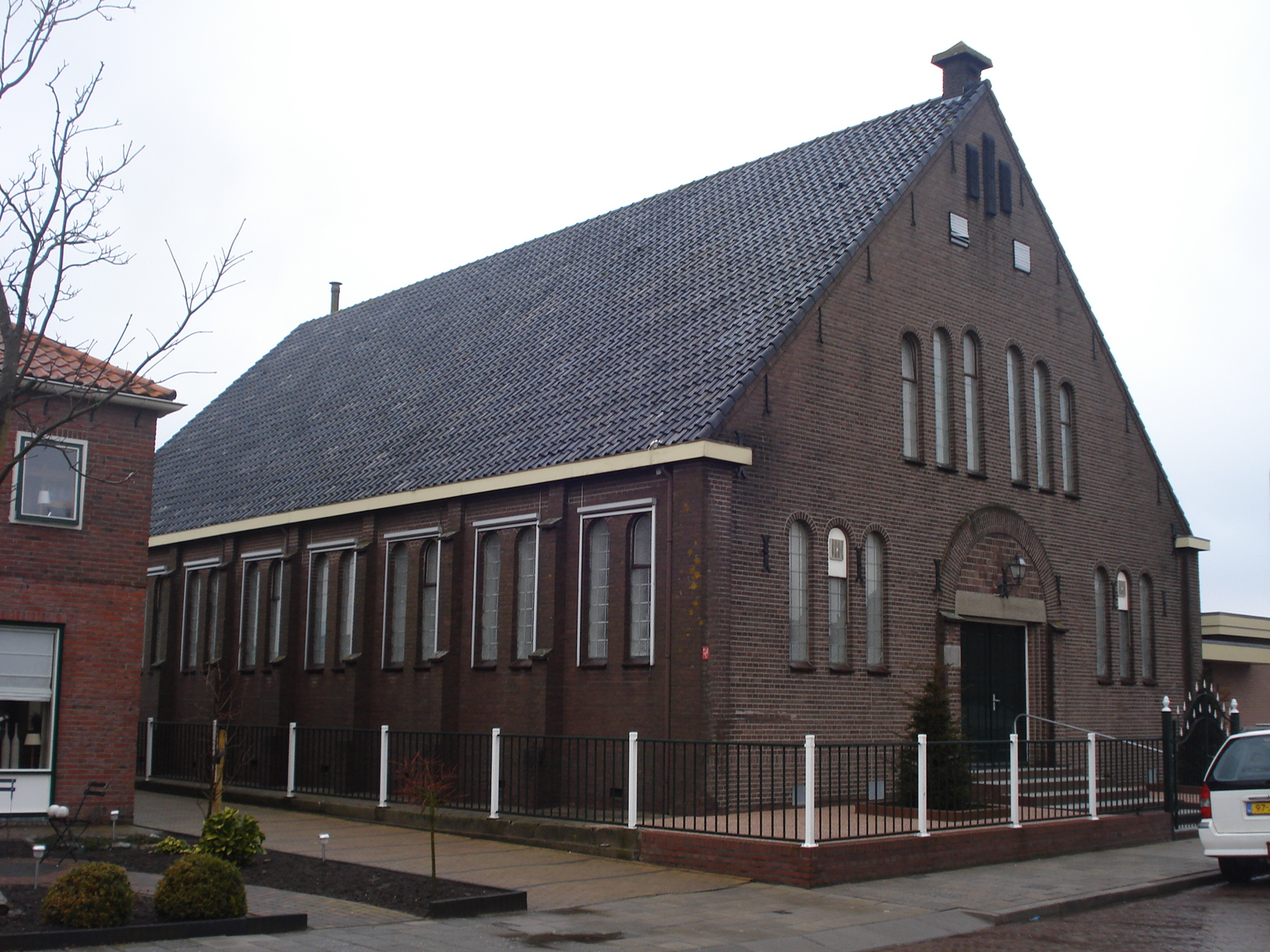
De Oud Gereformeerde Gemeente in Nederland te Stavenisse

Johannes Willem (Johan) Slager (Sint-Maartensdijk, 8 februari 1901 – Werkendam, 4 januari 1982) was een Nederlandse predikant van de Oud Gereformeerde Gemeenten in Nederland.

## Levensloop
Johan Slager werd in 1901 te Sint-Maartensdijk op het eiland Tholen geboren. Slager werd, zoals hij later vertelde, onkerkelijk opgevoed, maar op 16-jarige leeftijd krachtdadig in het hart gegrepen. Na zijn bekering groeide een band met ouderling L. J. Potappel van de zelfstandige oud gereformeerde gemeente te Stavenisse. Slager werd daar in 1928 diaken en in 1936 ouderling. Hij was brandstoffenhandelaar in het dagelijks leven.
In 1953 maakte Slager in Stavenisse de watersnoodramp van dichtbij mee. Zijn vriend Potappel kwam om het leven. Na de ramp werd hij lerend ouderling, dat wil zeggen dat hij ook af en toe preekte. Hij voltooide de catechismusverklaring van Justus Vermeer, waaraan Potappel was begonnen. Bijna negen jaar later beriep de gemeente Stavenisse haar oefenaar tot predikant. Op 23 februari 1962 werd hij door ds. Joh. van de Poel bevestigd als predikant in Stavenisse met de woorden uit het Evangelie volgens Mattheus 28:19 en 20. In de avonddienst deed ds. Slager zijn intrede met de woorden uit Prediker 11:6. In 1965 nam ds. Slager een beroep aan naar de Oud-Gereformeerde Gemeente te Rijssen. In 1975 ging hij naar zijn laatste gemeente, Werkendam, waar hij in 1982 overleed.

## Profetie van Slager
Ds. Slager is binnen bevindelijk gereformeerde kringen vooral bekend geworden door de zogeheten profetie van Slager. Op zondag 25 januari 1953 had ouderling Slager een preek uitgezocht over Simeon en Anna, beiden voorkomend in het Evangelie volgens Lucas 2:25-38. Hij voelde zich echter gedrongen een biddagpreek te lezen van ds. Smytegelt over Psalm 119, vers 120: Ik heb gevreesd voor Uw oordelen. Aan het eind van de dienst deelde hij de gemeente mee niet te weten waarom en waartoe hij deze preek moest lezen, maar wel voelde dat er iets vreselijks stond te gebeuren. Op de kerkgangers maakte dit alles diepe indruk. Velen zaten die zondagavond voor het laatst in de kerk: in de nacht van 31 januari op 1 februari 1953 kwamen 153 inwoners van Stavenisse om het leven door de watersnoodramp.

## Uitgaven
Van de hand van ds. Slager verschenen verschillende boeken en andere uitgaven, waaronder:
- Christus de ware vrijstad. Romijn & Van der Hoff, 1955; 2e druk 1978;
- Uit het leven van Leen Potappel, voorganger van de Oud-Gereformeerde Gemeente van Stavenisse. J.P. van den Tol, 1956;
- De gangen des Konings naar het heiligdom. Uitgeverij C. van Velzen, 1965;
- Gekroonde stenen als een banier opgericht. Uitgeverij Kleppe, 1973.
- Een welgeboren man en zijn volmaakt werk. Uitgeverij Kleppe, 1980.
- Een verkregen erfenis. Uitgeverij Kleppe, 1982.
- Nafthalie een losgelaten hinde. Uitgeverij Kleppe, 1977.
- Sions gebondenen vrijgemaakt. Den Hertog's Uitgeverij, Utrecht, 1968.
- De heilige stad en de heilige linie. Uitgever: De Boekenkamer, 1966.
- Enige herinneringen en enige overdenkingen. Den Hertog's Uitgeverij, 1968.
- Gij hebt mijn rechterhand gevat; herinneringen aan Pieternella Neele en Aagje de Vries (met een levensschets van ds J.W. Slager door J.M. Vermeulen), Uitgeverij De Groot Goudriaan, 1998.